# Victoria (film, 1979)
Pour plus de détails, voir Fiche technique et Distribution.
Victoria est un film germano-suédois réalisé par Bo Widerberg, sorti en 1979.
C'est l'adaptation du roman du même nom de Knut Hamsun paru en 1898.

## Fiche technique
Sauf indication contraire, les informations mentionnées dans cette section peuvent être confirmées par la base de données cinématographiques IMDb,  présente dans la section « Liens externes ».
- Titre français : Victoria
- Réalisation et scénario : Bo Widerberg, d'après Victoria : histoire d'un amour de Knut Hamsun
- Costumes : Anne Siri Bryhni et Alain Touzinaud
- Photographie : Anders Cederlund et Hanno-Heinz Fuchs
- Montage : Henrik Georgson, Tord Pååg et Bo Widerberg
- Sociétés de production : Corona Filmproduktion et Bo Widerberg Film
- Pays de production :  Suède,  Allemagne de l'Ouest
- Langue originale : anglais
- Format : couleurs (Eastmancolor) - 1,66:1 - 35 mm - mono
- Genre : drame
- Durée : 89 minutes (montage du réalisateur exploité en Suède) / 106 minutes (version projetée à Cannes et exploitée en Allemagne)
- Dates de sortie :
  - France : 19 mai 1979 (Festival de Cannes)
  - Suède : 9 octobre 1987

## Distribution
Sauf indication contraire, les informations mentionnées dans cette section peuvent être confirmées par la base de données cinématographiques IMDb,  présente dans la section « Liens externes ».
Le film a été tourné en anglais, mais les acteurs sont doublés en postproduction par d'autres interprètes non crédités.
- Michaela Jolin : Victoria
- Stephan Schwartz : Johannes
- Pia Skagermark : Camilla
- Sigmar Solbach : Otto
- Hans Christian Blech : Tutor
- Christiane Hörbiger : la mère de Victoria
- Gustaf Kleen : le père de Victoria
- Amelie von Essen : la mère de Johannes
- Erik Eriksson : le père de Johannes
- Thor W. Jacobsen : Ditlef
- Peter Schildt : Richmond

## Distinction
- Festival de Cannes 1979 : sélection en compétition officielle